# من بن لادن نیستم
من بن لادن نیستم فیلمی به کارگردانی و نویسندگی احمد طالبی نژاد ساختهٔ سال ۱۳۸۳ است.

## خلاصه داستان
لطیف بکتاش، افغانی مقیم ایران که دارای همسر و یک فرزند دختر است، به دلیل نداشتن کارت اقامت باید ایران را ترک کند..

## بازیگران
- قربان نجفی
- غلامحسین لطفی
- قاسم زارع
- کتانه افشارنژاد
- ابراهیم‌آبادی
- فرهاد اصلانی
- احمدرضا اسعدی
- گیتی معینی
- فرشاد حسینی‌موحد
- اشکان کرمی
- پریسا طالبی
- منوچهر کنی
- سیامک حلمی
- سعید درویش‌نژاد
- رکسانا ستایش
- مریم همرنگ
- مرضیه ازگلی
- خاتون یزدانی
- محمدرضا صابری
- داوود نعمتی
- نادر صالحی
- رضا غرابی تهرانی
- نادر فهیمی
- حمیدرضا حبیبیان
- علی عباسی
- امیتا بابازاده
- سپهر حاج مختار
- امیرطه آذینی
- شایان حسنلو
- فاطمه امیری